# میرزا احمدخان کمال‌الوزاره محمودی
احمد محمودی (زاده آذر ۱۲۵۳ - درگشت مرداد ۱۳۰۹) مشهور به میرزا احمدخان کمال الوزاره محمودی نمایش‌نامه‌نویس برجستهٔ عصر مشروطیت که در تأسیس کمدی ایران نقش بسزایی داشته‌است

## زندگی
احمد محمودی پسر میرزا محمودخان مشاورالملک در آذر ۱۲۵۳ در تهران در خانواده‌ای مذهبی چشم به جهان گشود. پدر احمد محمودی یکی از کسانی بود که در زمان ناصرالدین شاه برای تحصیل علم نجوم به اروپا اعزام شد.
 احمد محمودی در مدرسه دارالفنون به تحصیل در ریاضی و طبیعیات پرداخت. نزد موید الممالک زبان فرانسه آموخت و سپس با عنوان منشی گری در وزارت خارجه مشغول به کار شد.
در سال ۱۲۸۲ به عنوان ریاست مالیات و بازرس اداره خزانه داری مشغول به خدمت شد. او در سفری که در سال ۱۲۸۹ از طرف اداره خزانه داری برای بازرسی امور مردم قزوین فرستاده شد از نزدیک با وضع بد زندگی مردم آشنا گردید. این سبب شد تا با عده‌ای صاحب نفوذ در بیفتد و از این رو از سمت خود معزول گردید. مدتی پس از این ریاست اداره غله تهران بدو سپرده شد که از طرفی مصادف با قحطی تهران بود و چون باز از نفوذ عده‌ای صاحب نفوذ ممانعت می‌کرد مخالفت‌هایی از او با این دسته فرصت طلب را به همراه داشت.

### کمیته مجازات
در سال ۱۲۹۵ کمال الوزاره را به جرم عضویت در کمیته مجازات دستگیر و به مدت پنج ماه در زندان انفرادی تهران محبوس کردند. او در این ایام داستان لوطی حارث یا ناتوان را نگاشت. دربارهٔ عضویت او در کمیته مجازات اقوال بسیاری است. آذری می‌نویسد: «در سال قحطی کمال‌الوزاره ریئس اداره انبار غله دولتی بود. حاجی محتشم‌السلطنه معروف به حاجی خان رپیس قانون‌گذاری دوره دیکتاتوری خواسته‌است با استفاده از قدرت مقام وزارت دارایی در انبار غله به اصطلاح دخل و تصرفی به زیان مردم انجام دهد. محمودی که پیوسته با عوامل فساد درگیر می‌شد با محتشم‌السلطنه به مخالفت برخاست و سرانجام کار این مخالفت با نفوذی که محتشم‌السلطنه داشت منجر به اتهام شرکت او در کمیته مجازات گردید.»
گرچه کمال‌الوزاره در داستان لوطی حارث یا ناتوان عملاً از کمیته مجازات حمایت کرده‌است اما هیچگاه عضویت در این گروه را نپذیرفت.
محمودی خود در این باره می‌نویسد: «مرا در محبس انفرادی نظمیه تهران محبوس کردند با آنکه در بدو امر بی‌گناهی‌ام محقق گردید مع‌ذلک به اغوا و تحریک همان بدخواهان در ادامه مدت حبسم جدیت به سزا شد. تا اینکه در زندان دچار امراض سخت گردیده و با ابتلا به امراض صعب العلاج در اواخر ربیع‌الاول ۱۲۹۶ بنده را به خانه انتقال دادند. با توجه به حقهٔ الهی مطمئن هستم که مسببین گرفتاری بنده دیر یا زود به کیفر اعمال خود خواهند رسید.»
بعد از آزادی او نمایشنامه‌نویسی پرداخت و آثاری چند باقی گذاشت که از آن‌ها تنها دو اثر حاجی ریایی خان و اوستاد نوروز پینه‌دوز موجود است. با توجه به این دو نمایشنامه می‌توان به قدرت طرح و درام در آثار او پی برد.

## نمایشنامه‌ها
- اوستاد نوروز پینه‌دوز
- حاجی ریایی خان یا تارتوف شرقی
- مقصر کیست
- تی‌تیش مامانی یا فقر عمومی
- میرزا برگزیدهٔ محروم‌الوکاله
- طبیب اجباری
- وصلتهای گوناگون
- نوروزشکن یا قهرمان میرزا دلسوز